# Iwona Podkościelna

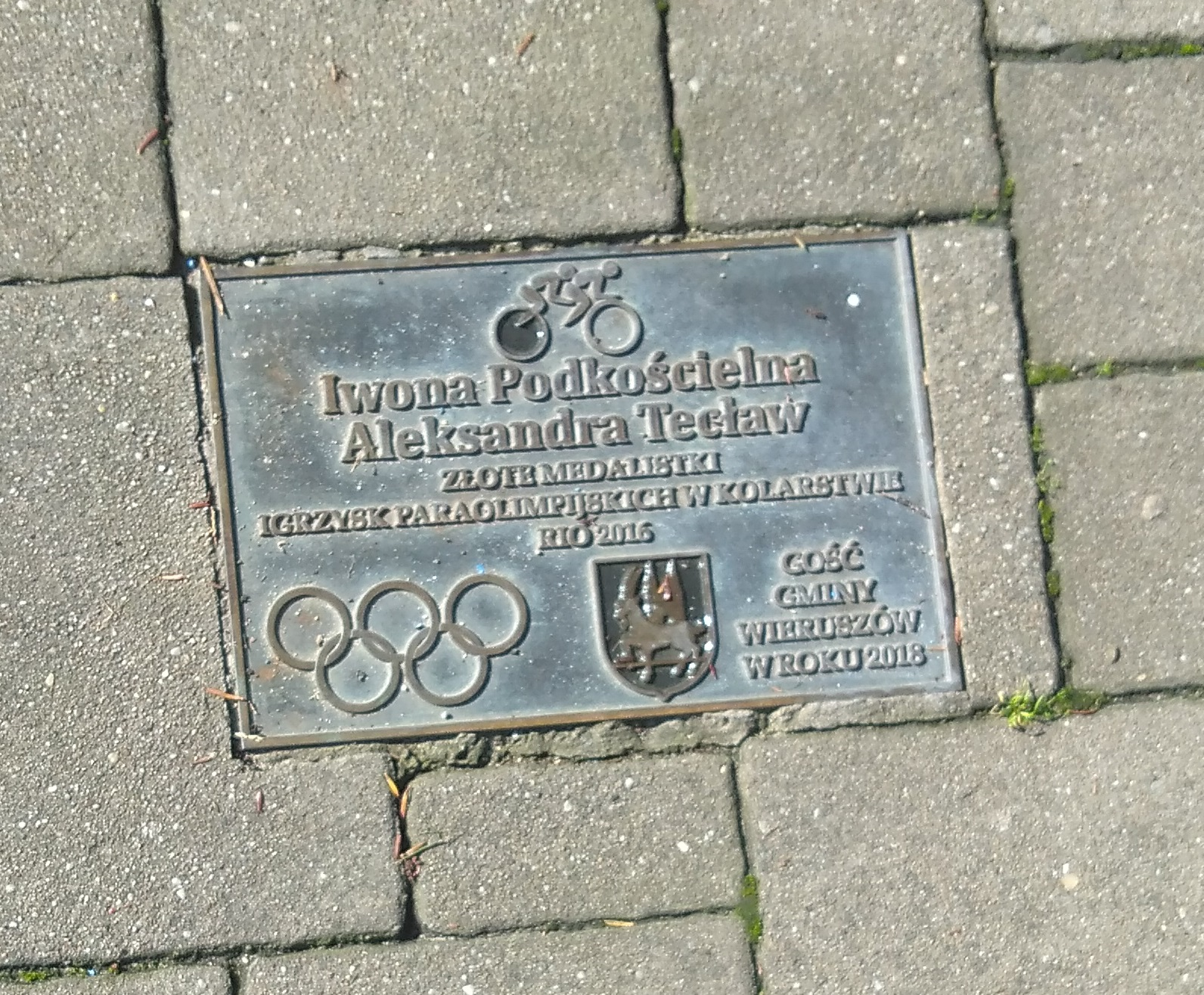
Tablica Iwony Podkościelnej i Aleksandry Tecław w Alei Olimpijczyków i Paraolimpijczyków w Wieruszowie.

Iwona Podkościelna (ur. 1 czerwca 1988 w Bychawie) – polska paracyklistka szosowa, złota medalistka XV Letnich Igrzysk Paraolimpijskich w Rio de Janeiro (2016), dwukrotna mistrzyni świata (2013, 2015) w wyścigu ze startu wspólnego oraz mistrzyni świata w indywidualnej jeździe na czas (2015).

## Życiorys
Na skutek zaćmy wrodzonej jest osobą słabowidzącą. Ukończyła pedagogikę specjalną. Jest zawodniczką Kolarskiego Klubu Tandemowego "Hetman” w Lublinie. Startuje w tandemie z pilotką. Największe sukcesy odnosiła w tandemie z Aleksandrą Tecław. W latach 2011-2017 wygrywała mistrzostwa Polski w tandemach.

## Osiągnięcia

### Mistrzostwa świata
| Zawody                                                  | Rok  | Konkurencja                                    | Miejsce |
| ------------------------------------------------------- | ---- | ---------------------------------------------- | ------- |
| Mistrzostwa Świata w parakolarstwie w Baie-Comeau       | 2013 | tandemy - wyścig ze startu wspólnego           | 1.      |
| Mistrzostwa Świata w parakolarstwie w Nottwil           | 2015 | tandemy - indywidualna jazda na czas (31 km)   | 1.      |
| Mistrzostwa Świata w parakolarstwie w Nottwil           | 2015 | tandemy - wyścig ze startu wspólnego (77,5 km) | 1.      |
| Mistrzostwa Świata w parakolarstwie w Pietermaritzburgu | 2017 | tandemy - indywidualna jazda na czas           | 3.      |
| Mistrzostwa Świata w parakolarstwie w Pietermaritzburgu | 2017 | tandemy - wyścig ze startu wspólnego           | 2.      |
| Mistrzostwa Świata w parakolarstwie w Maniago           | 2018 |                                                | 3.      |
| Mistrzostwa Świata w parakolarstwie w Emmen             | 2019 |                                                | 7.      |

### Puchar świata
| Zawody                                       | Rok  | Konkurencja                          | Miejsce |
| -------------------------------------------- | ---- | ------------------------------------ | ------- |
| Puchar Świata w parakolarstwie w Ostendzie   | 2017 | tandemy - wyścig ze startu wspólnego | 1.      |
| Puchar Świata w parakolarstwie w Baie-Comeau | 2019 | tandemy - indywidualna jazda na czas | 3.      |

### Igrzyska paraolimpijskie
| Igrzyska                                            | Rok  | Konkurencja                          | Miejsce |
| --------------------------------------------------- | ---- | ------------------------------------ | ------- |
| XV Letnie Igrzyska Paraolimpijskie w Rio de Janeiro | 2016 | tandemy - wyścig ze startu wspólnego | 1.      |

## Upamiętnienie
W 2018 r. została odsłonięta tablica Iwony Podkościelnej i Aleksandry Tecław w Alei Olimpijczyków i Paraolimpijczyków w Wieruszowie.